# Wilhelm-Ernst-Gymnasium

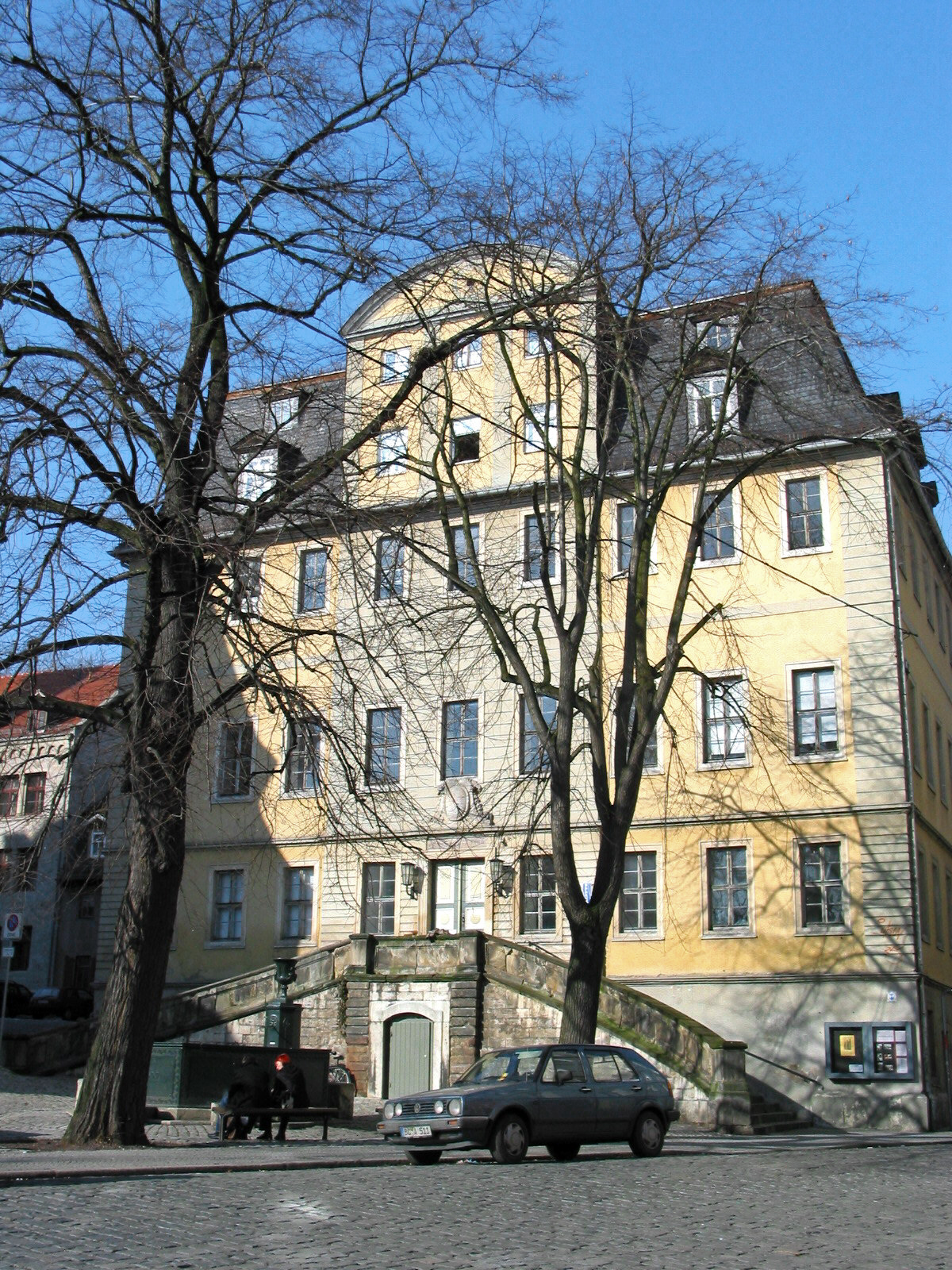
Widok z południa na „stare gimnazjum” na Herderplatz w Weimarze

Wilhelm-Ernst-Gymnasium na Herderplatz 14 w  Weimarze zostało założone w 1712 roku przez księcia Wilhelma Ernesta i jest najstarszym budynkiem szkolnym w mieście. Tutaj nauczali między innymi Johann Gottfried Herder, Johann Heinrich Voß, Friedrich Wilhelm Riemer, Johann Karl August Musäus. Stare gimnazjum jest pojedynczym pomnikiem i jednym z niewielu zachowanych świeckich  dzieł budowy okresu przed-klasycznego w Weimarze. Leży w urbanistycznie eksponowanym miejscu Starego Miasta i jest jednym z trzech weimarskich budynków tzw. „klasycystycznego Weimaru”, które w 1998 roku zostały wpisane na Listę Światowego Dziedzictwa Kulturowego UNESCO.

## Historia

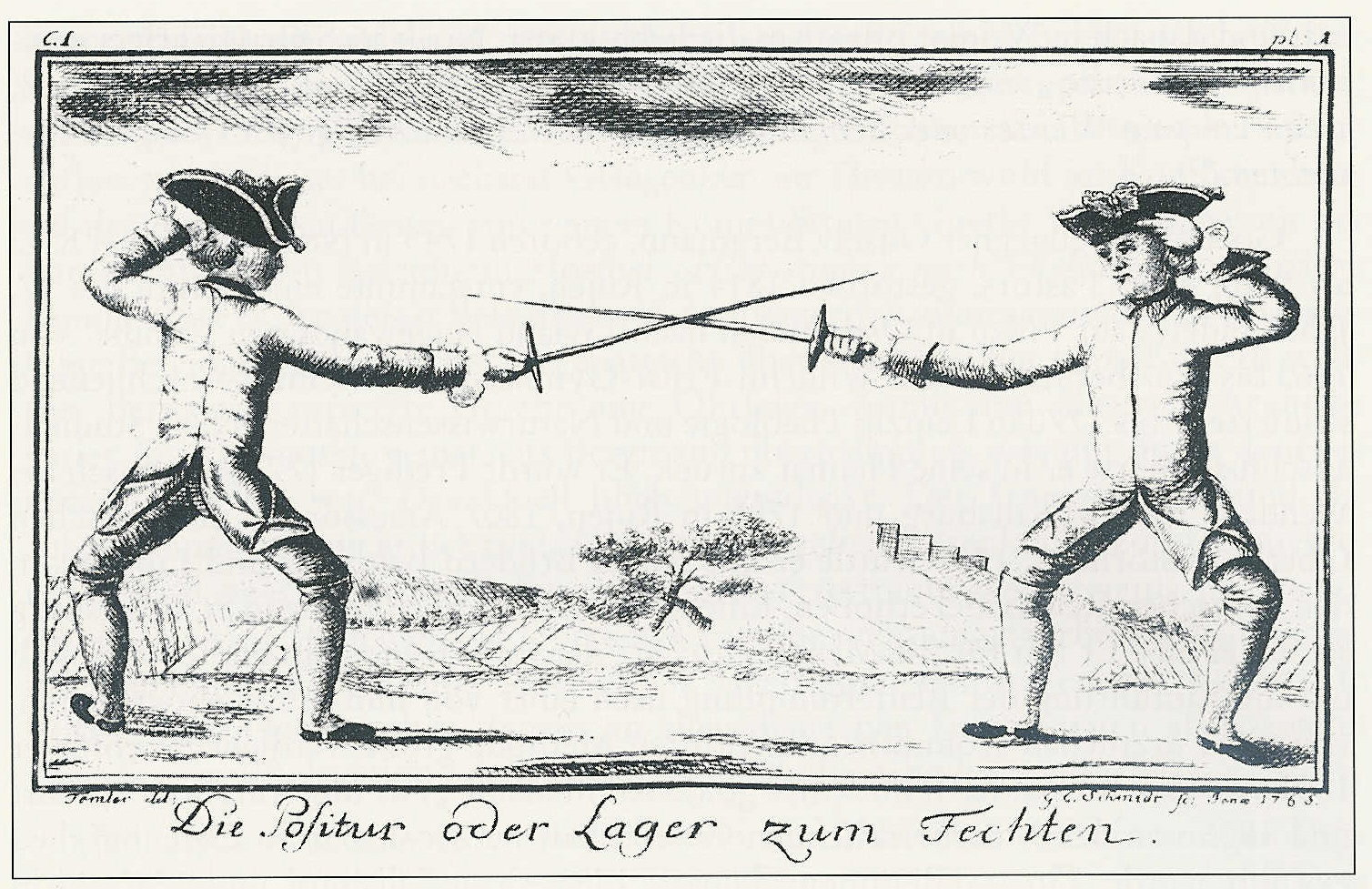
Mistrz szermierki gimnazjum w Weimarze Weischner pozuje z uczniem do ilustracji w książce do nauki fechtunku z 1765 roku

Wilhelm-Ernst-Gymnasium zostało założone w 1712 roku  na rozkaz księcia Wilhelma Ernesta na miejscu starego miasta i szkoły wiejskiej z 1561 roku, jako nowa instytucja szkolna dla utalentowanych uczniów. Nosiła nazwę „Wilhelminum Ernestinum“. Jako nauczyciele działali tu między innymi Johann Heinrich Voß, Friedrich Wilhelm Riemer i Johann Karl August Musäus. W 1776 roku na stanowisko dyrektora gimnazjum powołano  generalnego superintendenta Johanna Gottfrieda Herdera i jako efor otrzymał równocześnie nadzór nad  wszystkimi szkołami Księstwa Saksonia-Weimar-Eisenach. Od 1784 roku wielki książę Karol August I oddał salę balową na nabożeństwa zborowi reformowanemu. Około 1800 roku szkoła otrzymała  bibliotekę, której brak długo odczuwała (część jej zbiorów w 1950 roku trafiła do miejskiego archiwum w Weimarze). W XIX stuleciu budowla nadal służyła gimnazjum humanistycznemu. Wzrastająca liczba uczniów doprowadziła 10 października 1887 roku do przeprowadzki do większego budynku znajdującego się przy ulicy Amalienstraße 4 (od września 1991 roku Goethegymnasium Weimar). Stary budynek przy  Herderplatz służył od 1910 roku jako Großherzoglich-Sächsische Baugewerkenschule.
Wilhelm-Ernst-Gymnasium było tak określane tylko do 1945 roku. W okresie NRD w byłym gimnazjum w roku 1953 zorganizowano muzeum historii naturalnej. Poza tym gmach pełnił rolę „politechnicznego centrum” z klasami do nauczania i pomieszczeniami warsztatowymi.

## Budowla

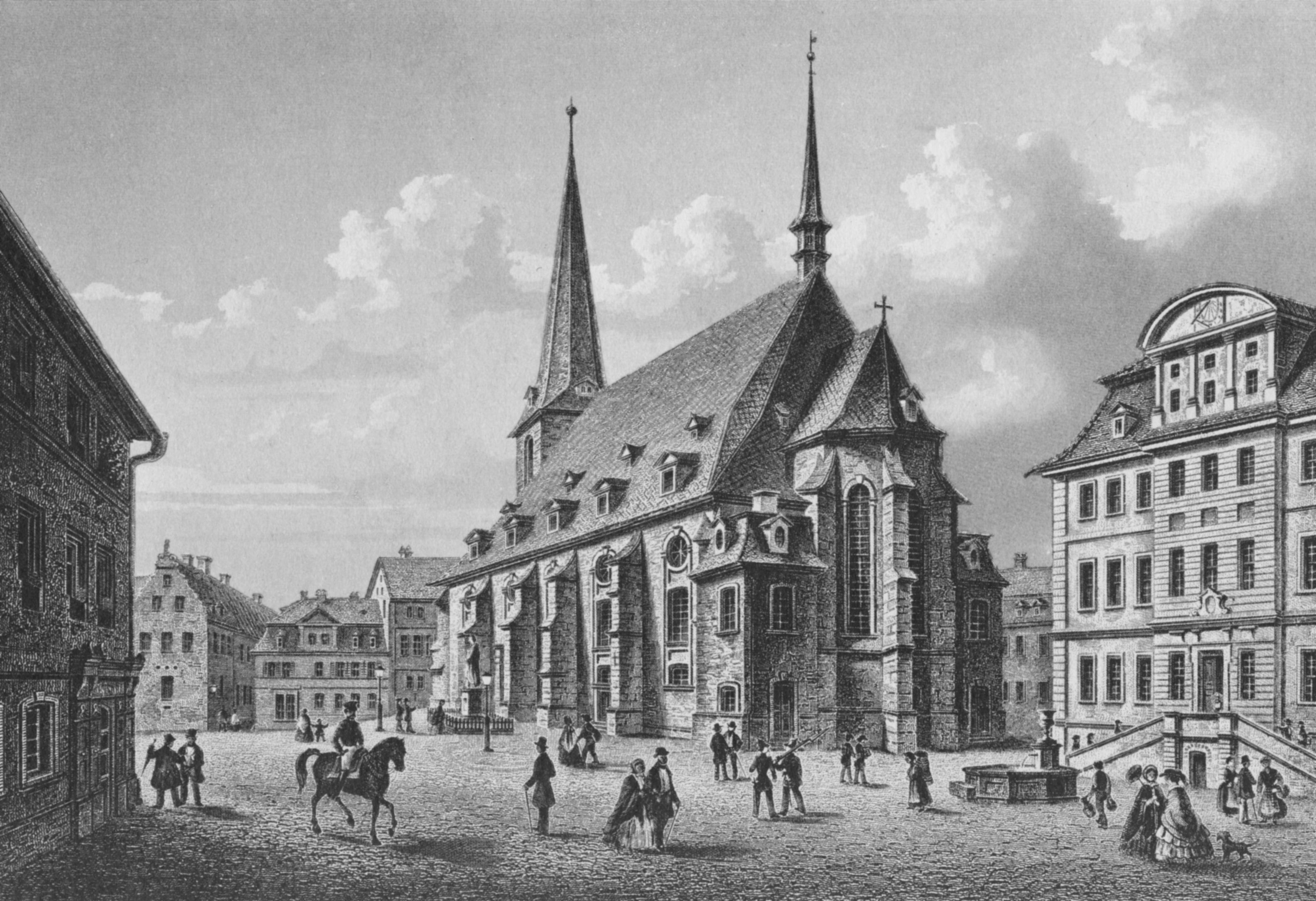
Herderplatz z południowo-wschodniej strony około 1840 roku, po prawej stronie Wilhelm-Ernst-Gymnasium, staloryt L. Oedera

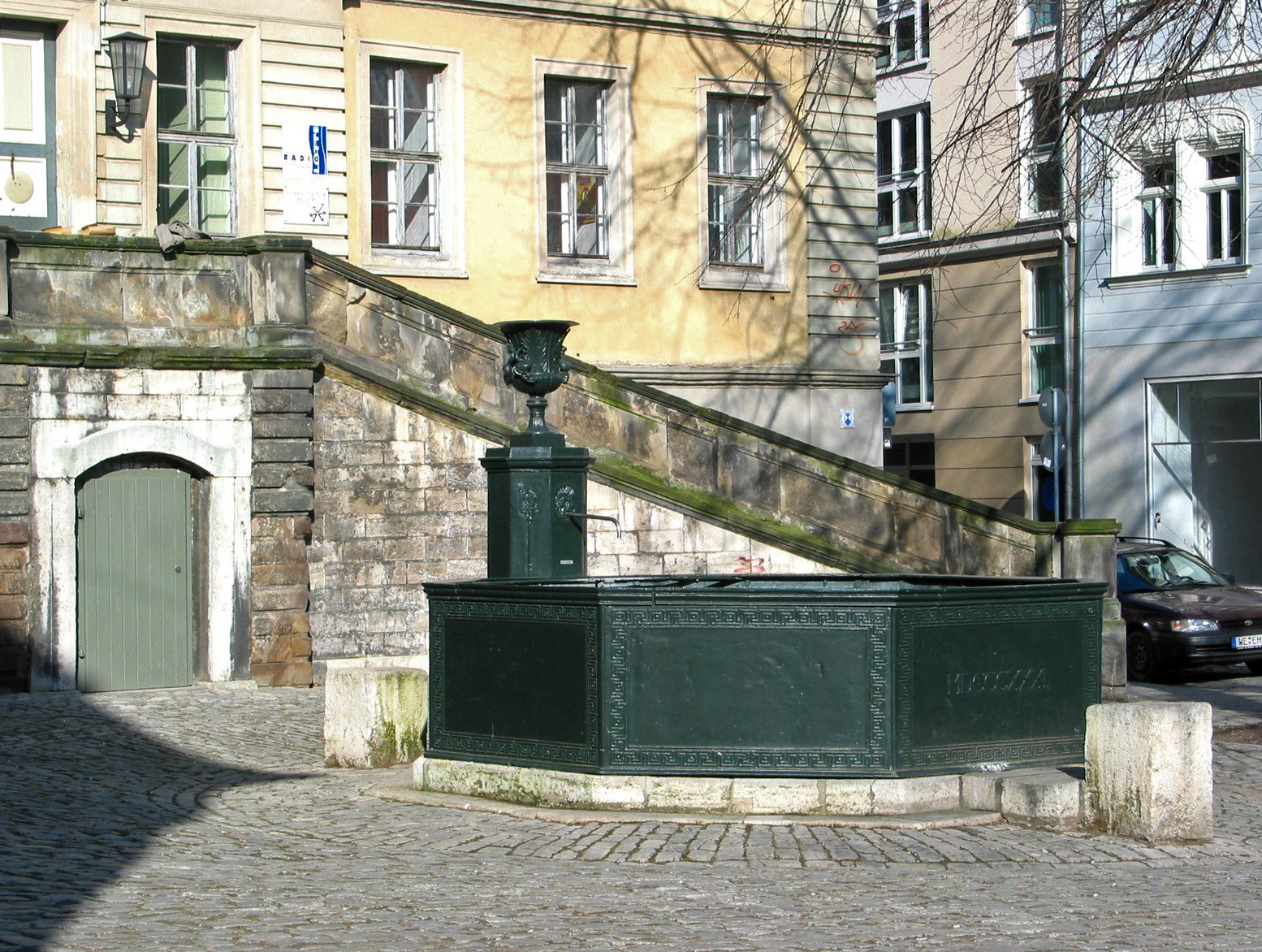
Południowe wejście do szkoły z kamiennymi schodami i „Studnią Herdera” autorstwa C. W. Coudraya

Budynek szkolny w stylu barokowym, na którym do dzisiaj widnieje napis  „Soli deo gloria“ (”Tylko Bogu chwała”), zbudowano w latach 1712 do 1716 zaraz obok miejskiego kościoła św. Piotra i Pawła. Po ukończeniu budynek został otwarty przez krajowego mistrza budowlanego  Christiana II Richtera. Jest to trzypiętrowy gmach z wysokim dachem mansardowym i lukarnami.
Fasada jest zaakcentowana przez trójosiowy ryzalit, który jest zwieńczony dwupiętrową lukarną. Przed fasadą dominują
dwubiegowe schody. Z północnej strony zbudowano klatkę schodową, przez co został zagospodarowane piętra. Przypuszczalnie początkowo kamienne schody zostały w roku 1860 zastąpione przez drewniane. W 1976 roku w przestronnym foyer, połączono parter i piętro, uzyskując dodatkowe pomieszczenia klasowe i zbudowano masywne schody z konstrukcji stalowej, wypełnionej betonowymi stopniami. Na parterze i pierwszym piętrze znajdowało się sześć dużych pomieszczeń klasowych i jedna duża sala, której sufit ozdobiony jest sztukaterią.
Na drugim piętrze i poddaszu były mieszkania nauczycieli. Zachowało się kilka oryginalnych drzwi i okien, reszta w późniejszym czasie została wymieniona. Za czasów NRD w przedsionku przymocowano polityczny obraz ścienny  z malowanych płytek.

## Fontanna Herdera
Przed kamiennymi schodami Wilhelm-Ernst-Gymnasium, w kierunku Herderplatz, stoi od 1832 roku ośmiokątna, żeliwna fontanna wykonana według projektu Clemensa Wenzeslausa Coudraya, która otrzymała nazwę „Fontanna Herdera”(”Herderbrunnen”). Przypuszczalnie odlana była w Lauchhammer. Jej wygląd jest podobny do pierwszej fontanny w Weimarze tzn. „Fontanny Goethego” („Goethebrunnen“) z 1822 roku.

## Dzisiejsze użytkowanie
Pomieszczenia budynku zwanego dzisiaj „Starym Gimnazjum w Weimarze” były od 1990 roku używane przez lokalne, niekomercyjne radio „Lotto” (do 2008 roku) i przez uniwersytet ludowy (działa tam do dzisiaj). Gimnazjum i miejski kościół św. Piotra i Pawła znany jako ”Kościół Herdera”(„Herderkirche”) zostały wyremontowane z funduszy UNESCO  za kwotę 5,4 miliona euro. W 2010 roku Towarzystwo Narodowego Muzeum Goethego zaproponowało utworzenie tutaj muzeum Herdera, ku pamięci poety,tłumacza, filozofa, teologa, który w tym miejscu pracował. 

## Dyrektorzy
Dyrektorzy i konrektorzy gimnazjum (uporządkowane według czasu urzędowania):
- Johann Matthias Gesner (1691–1761), filolog klasyczny i bibliotekarz – konrektor od 1715 do 1729
- Johann Friedrich Hirt (1719–1783), ewangelicki teolog, orientalista, filozof – konrektor od 1748 do 1758
- Johann Gottfried Herder (1744–1803), poeta, tłumacz, teolog, filozof – dyrektor od 1776 do 1791
- Karl August Böttiger (1760–1835), filolog, archeolog – dyrektor od 1791 do 1806
- Johann Friedrich Röhr (1777–1848), teolog, pisarz, mówca nad grobem Goethego  – ephorus od 1820
- Hermann Sauppe (1809–1893), filolog klasyczny, pedagog i badacz starożytności – dyrektor od 1845 do 1856
- Gustav Weiland, dyrektor od 1856 do 1860
- Hermann Rassow (1819–1907), badacz greki i Arystotelesa – dyrektor od 1860 do 1881
- Hugo Ilberg (1828–1883), pedagog – prorektor od 1861 do 1862
- Ludwig Weniger, dyrektor od 1881 do 1908

## Profesorowie
Znani nauczyciele i profesorowie gimnazjum (uporządkowane według czasu nauczania):
- Johann Karl August Musäus (1735–1787), pisarz, filolog, zbieracz bajek – od 1769 profesor języków starożytnych i historii
- Johann Traugott Leberecht Danz (1769–1851), niemiecki historyk kościoła i teolog – nauczyciel do 1798
- Johann Heinrich Voß (1751–1826), poeta, tłumacz Homera, przyjaciel Goethego – profesor od 1804 do 1806
- Franz Passow (1786–1833), filolog klasyczny – od 1807 do 1810 profesor greki
- Ferdinand Gotthelf Hand (1786–1851), filolog klasyczny – od 1810 profesor filozofii i literatury greckiej
- Johannes Schulze (1786–1869), pruski teolog, filolog, pedagog, urzędnik kulturalny – profesor od 1808 do 1812
- Friedrich Wilhelm Riemer (1774–1845), filolog, pisarz, bibliotekarz, sekretarz Goethego – profesor od 1812 do 1821
- Heinrich Graefe (1802–1868), niemiecki pedagog – duchowny nauczyciel gimnazjum
- Christian Gottlob Tröbst (1811–1888), teolog, filozof, matematyk – profesor od 1847
- Otto Apelt (1845–1932), filolog klasyczny i tłumacz – od 1869 do 1898 profesor

## Absolwenci
Znani uczniowie i absolwenci gimnazjum (uporządkowane według roku urodzenia):
- August Wilhelm Hupel (1737–1819), pastor, literat
- Friedrich Justin Bertuch (1747–1822),wydawca i filantrop
- Johann Gottlob Bernstein (1747–1835), niemiecki lekarz, profesor medycyny
- August von Kotzebue (1761–1819), dramaturg i pisarz, rosyjski konsul generalny - matura 1777 rok
- Christian August Vulpius (1762–1827), niemiecki pisarz, bibliotekarz, szwagier Goethego
- Carl Leberecht Schwabe (1778–1851), burmistrz miasta Weimar, radca dworu księstwa  Saksonia-Weimar-Eisenach
- Gottlob König (1779–1849), niemiecki naukowiec leśnictwa - uczeń od 1790 do 1794
- Charles Benoît Hase (Karl Benedikt Hase) (1780–1864), hellenista, paleograf (znawca pism starożytnych), profesor, bibliotekarz
- Wilhelm Martin Leberecht de Wette (1780–1849), teolog
- Hieronymus Müller (1785–1861), filolog i tłumacz
- Johann Gottlob Töpfer (1791–1870), organista i kompozytor - uczeń od 1804 do 1808
- Karl Wilhelm Göttling (1793–1869), filolog klasyczny
- Emil Huschke (1797–1858), anatom, zoolog, embriolog - uczeń od 1811
- Johann Christian Lobe (1797–1881), kompozytor i teoretyk muzyki - uczeń od 1804 do 1811
- Heinrich Aemilius August Danz (1806–1881), niemiecki prawnik - uczeń od 1820
- Carl Zeiss (1816−1888), mechanik i przedsiębiorca (optyk) - uczeń do 1832
- Karl Eckermann (1834–1891), niemiecki pejzażysta
- Alfred Götze (1865–1948), niemiecki prehistoryk, kierownik muzeum- uczeń od 1875 do 1886
- Hans Wahl (1885–1949), badacz Goethego, dyrektor muzeum i archiwum - uczeń od 1894
- Georg Haar (1887–1945), fundator i notariusz - uczeń od 1897 do 1906
- Felix Raabe (1900–1996), dyrygent i muzykolog  - matura 1919 rok